# Cerma
Le cerma est une langue gur parlée par au Burkina Faso.

## Écriture
L’orthographe cerma utilise les lettres définies dans l’alphabet national burkinabè.
| a | b | c  | d | e | ɛ | f | g | gb | h | i | k | kp | l |
| m | n | ny | ŋ | o | ɔ | p | r | s  | t | u | v | w  | y |

La nasalisation des voyelles est indiqué à l’aide d’un tilde au-dessus de celles-ci : ‹ ã ɛ̃ ĩ ɔ̃ ũ ›. Les voyelles e et o ne sont jamais nasales.
Les tons ne sont habituellement pas indiqués mais peuvent l’être sur les voyelles dans les dictionnaires ou ouvrages linguistiques :
- le ton haut peut être indiqué avec l’accent aigu ;
- le ton bas avec l’accent grave ;
- le ton montant avec l’accent antiflexe ;
- le ton descendant avec l’accent circonflexe.